# Lista de condados do Minnesota

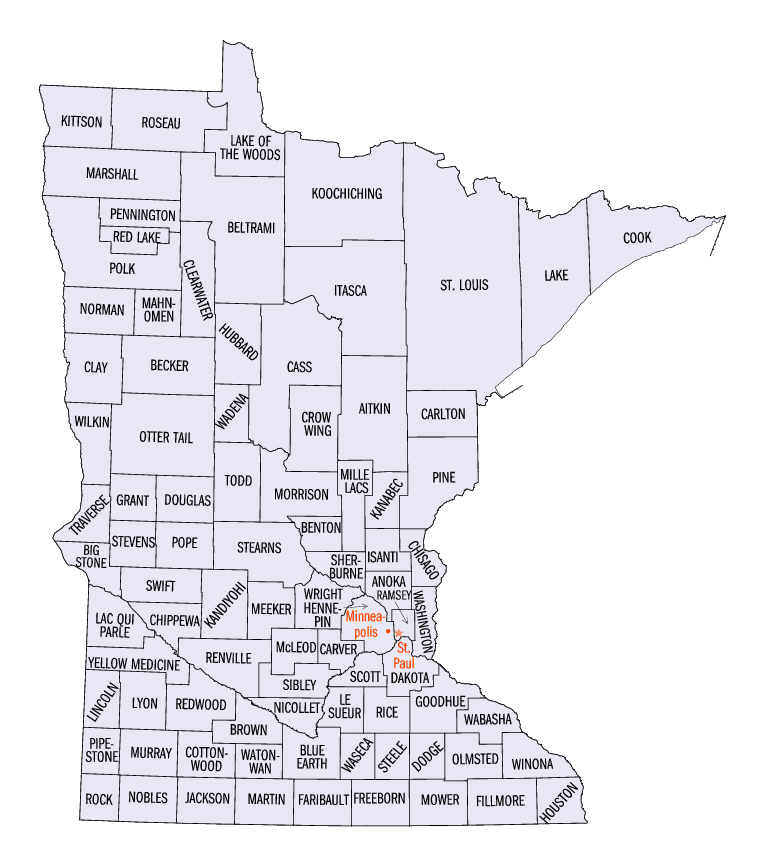
Mapa dos condados do Minnesota

A seguir, lista dos 87 condados do Minnesota, Estados Unidos.
| - Aitkin - Anoka - Becker - Beltrami - Benton - Big Stone - Blue Earth - Brown - Carlton - Carver - Cass - Chippewa - Chisago - Clay - Clearwater - Cook - Cottonwood - Crow Wing | - Dakota - Dodge - Douglas - Faribault - Fillmore - Freeborn - Goodhue - Grant - Hennepin - Houston - Hubbard - Isanti - Itasca - Jackson - Kanabec - Kandiyohi - Kittson - Koochiching | - Lac qui Parle - Lake of the Woods - Lake - Le Sueur - Lincoln - Lyon - Mahnomen - Marshall - Martin - McLeod - Meeker - Mille Lacs - Morrison - Mower - Murray - Nicollet - Nobles - Norman | - Olmsted - Otter Tail - Pennington - Pine - Pipestone - Polk - Pope - Ramsey - Red Lake - Redwood - Renville - Rice - Rock - Roseau - Scott - Sherburne - Sibley - St. Louis | - Stearns - Steele - Stevens - Swift - Todd - Traverse - Wabasha - Wadena - Waseca - Washington - Watonwan - Wilkin - Winona - Wright - Yellow Medicine |